# 萨拉米斯岛
萨拉米斯岛，是希腊萨罗尼科斯湾中最大的一个岛屿，距离比雷埃夫斯市西南海岸约2公里，距离雅典以西16公里。島上的首要城镇为萨拉米斯镇。岛屿面积为95平方公里，2021年人口数量为37,220人。
行政上该岛隶属于阿提卡大區岛屿专区的萨拉米斯市镇。除萨拉米斯岛之外，该市镇还包括周边一些小岛。